# Pola Nirenska
Pola Nireńska, née le 28 juillet 1910 à Varsovie et morte le 25 juillet 1992  à Bethesda, est une danseuse et chorégraphe polonaise et américaine. Après une brève carrière en Europe dans les années 1930, elle fuit le continent en 1935 en raison de la montée de l'antisémitisme. Elle passe 14 ans au Royaume-Uni puis émigre aux États-Unis en 1949. Elle y développe son talent d'interprète et de chorégraphe et exerce aussi la photographie et la réalisation de films de danse.

## Biographie

### Jeunesse
Pola Nirensztajn (ou Nirensztejn) est née le 28 juillet 1910 à Varsovie dans une famille juive aisée. Ses parents sont Mordechaj Nirensztajn, un fabricant de cravates et Ita Waksmann. Elle a trois frères et sœurs,.
Pola Nirensztajn montre un intérêt pour la danse dès son plus jeune âge. Ses parents, des juifs orthodoxes, ne cautionnent pas cette passion mais l'autorisent à assister à un camp d'été de danse à l'âge de neuf ans, après en avoir demandé la permission à un rabbin. À 15 ans elle chorégraphie sa première œuvre, une pièce solo, jouée dans la cuisine familiale, sur la musique de Danse macabre de Camille Saint-Saëns. À l'adolescence, elle fréquente une école artistique secondaire catholique romaine et prend des cours de ballet en secret puis un cours de danse moderne.
Lorsque Pola Nirensztajn a 17 ans, elle demande à fréquenter une école de danse en Allemagne mais ses parents s'y opposent. Elle s'enferme alors dans sa chambre pendant trois jours, refusant de manger ou de dormir jusqu'à ce qu'ils cèdent. En retour, elle promet à ses parents qu'elle se limiterait à l'enseignement et à la chorégraphie, sans faire de performance.

### Formation et débuts
Son père consacre une partie de la vente d'un immeuble qu'il possède à Berlin pour financer sa formation de danse. Pola Nirensztajn est acceptée à la Wigmans Schule für Ausdruckstanz (École Wigman pour la danse expressionniste), une école de musique et de danse établie à Dresde par la pionnière de la danse expressionniste Mary Wigman. Elle y commence ses études en 1929 à l'âge de 18 ans.
Pola Nireńska obtient ses meilleures notes dans les cours de danse et de percussion. Sa thèse de synthèse porte sur "Les femmes et les arts"  et elle obtient son diplôme avec les honneurs au bout de trois ans.
Elle se lance alors dans leur première tournée américaine avec la troupe de danse, adoptant le nom de scène à consonance polonaise de Pola Nireńska.
Le Wigman Dance Group arrive en tournée à New York juste avant Noël 1932. Le succès n'est pas au rendez-vous. La tournée se termine le 5 mars 1933.
En 1933, après la prise du pouvoir par les nazis, Mary Wigman et son école sont confrontées aux difficultés du régime nazi. Elle doit licencier le personnel et les élèves juifs. Pola Nireńska retourne à Varsovie où elle enseigne la danse pendant un an au Conservatoire de Varsovie et crée son propre petit groupe de danse moderne. Au Concours international de danse pour danseurs solo à Varsovie en août 1933, elle remporte la huitième place, ce qui lui vaut à la fois admiration et critiques antisémites ... Début juin 1934, elle obtient un premier prix de chorégraphie et un deuxième prix d'interprétation pour son travail solo original Cry, qu'elle présente au Congrès international de danse à Vienne,.
En 1934, elle quitte la Pologne. Elle fait de courts séjours à Vienne, invitée par le Theater in der Josefstadt et Florence où Angelo Sartorios, chorégraphe au Teatro Comunale, l'opéra national de Florence, lui demande de se produire en tant que danseuse soliste dans une production de l'opéra Aida. Elle quitte Florence après seulement trois mois fuyant le régime de Mussolini,.

### Au Royaume-Uni
Alarmée par la montée de l'antisémitisme en Europe, Pola Nireńska décide de quitter le continent. Grâce à l'aide d'un ami, elle émigre au Royaume-Uni en 1935.
Au cours des quatre premières années et demie en Grande-Bretagne, Pola Nireńska étudie la danse avec Kurt Jooss et Sigurd Leeder.
Elle chorégraphie plusieurs nouvelles pièces solo basées sur les danses folkloriques polonaises et donne des récitals de ces dernières et d'autres pièces solos. Elle interprète une de ces danses dans la revue de 1937, It's in the Bag!, au Théâtre Saville (en) . Elle est modèle pour des créateurs de mode et pour les artistes comme le sculpteur Jacob Epstein. Après sa fondation en 1939 et jusque vers 1942, Pola Nireńska travaille souvent avec le Conseil pour l'encouragement de la musique et des arts (en) . Cette nouvelle organisation, qui embauche des artistes sans emploi ou pauvres ainsi que des exilés, amène le cinéma, la danse, la musique et les pièces de théâtre dans des lieux reculés.
Pendant la Seconde Guerre mondiale, ses parents et son frère ont fui en Palestine, mais, pendant son séjour au Royaume-Uni elle apprend que plus de 70 membres de sa famille ont été tués dans l'Holocauste.
Pendant les années de guerre, Pola Nireńska danse fréquemment pour le personnel militaire et pour le gouvernement polonais en exil, mais ne chorégraphie aucune nouvelle pièce et ne joue que des pièces légères. Elle déclare plus tard avoir dansé plus fréquemment pendant la guerre qu'à tout autre moment de sa vie.
En 1946, Pola Nireńska épouse John Justin, un acteur de cinéma et de théâtre britannique. Elle ouvre un studio de danse et recommence à créer de nouvelles pièces solo. Parmi elles, A Scarecrow Remembers (1946), devient une de ses créations les plus remarquables. Elle participe à une série de performances parrainées par les Britanniques à Tel-Aviv et à Jérusalem en mars et avril 1947.
En 1949, le couple divorce et Pola Nireńska émigre aux États-Unis la même année, à l'invitation de Ted Shawn.

### Aux États-Unis
Pendant une grande partie de 1949 et 1950, Pola Nireńska vit à New York dans une extrême pauvreté, faisant la vaisselle pour gagner de l'argent. Néanmoins, elle se plonge dans l'étude de la danse. Elle étudie avec les pionniers de la danse moderne, Martha Graham, Doris Humphrey et Charles Weidman, Gertrud Shurr puis José Limón et le chorégraphe et compositeur Louis Horst,.
Pola Nireńska s'installe à Washington en 1952, où elle fonde la Pola Nirenska S chool of Modern Dance en 1960.
En 1965, elle épouse le diplomate polonais Jan Karski, qu'elle avait rencontré à Londres. Jan Karski est comme elle, marqué par les horreurs de la guerre. Ils se promettent de ne jamais en parler ensemble.
Vers la fin des années 1960, elle décide d'abandonner la danse et se consacre à la chorégraphie.
Durant l'été 1966 et un séjour au Mexique elle se met à faire des films et commence à étudier la photographie et le cinéma. Elle réalise des films de danse, la plupart mettant en scène de jeunes interprètes, comme Marian Scott interprétant Three Energies, Murray Louis interprétant Chimera, Norman Walker et Ruth Currier (en), Erick Hawkins (en), Don Redlich et certains de ses élèves. Tous les films représentent des danseurs en tenues de répétition, afin que le public puisse voir le mouvement plus clairement.
En 1967 et 1968, Pola Nireńska présente ses photographies dans plusieurs expositions et remporte de nombreux prix et récompenses.
Cependant, elle souffre d'une grave dépression et de maladie mentale et passe des années à suivre des traitements.
En 1982, Jan Tievsky produit une représentation majeure de son œuvre, An Evening of Choreography by Pola Nirenska, au Théâtre Marvin à l'université George-Washington, avec des danseurs du Glen Echo Dance Theatre et des artistes invités. Le programme présente à la fois des œuvres anciennes et nouvelles. Pratiquement toute la communauté de la danse moderne de Washington D.C. est présente.
Elle compose un certain nombre de nouvelles œuvres au cours des années suivantes, dont quatre pièces solo en février 1983, une pièce de groupe satirique, The Tired Magician, en mars 1984 dans laquelle elle apparaît elle-même, assise ; une nouvelle œuvre, Trapped, mise en musique par Philip Glass, en décembre 1985, une pièce solo, Exuberance, en 1986 chorégraphiée spécifiquement pour la danseuse Laura Schandelmeir, Woman, une trilogie de solos enchaînés, l'œuvre solo Shout, en juin 1987, et Out of Sorts, qui est créé au Terrace Theatre du John F. Kennedy Center for the Performing Arts en février 1988,. La critique d'art Pamela Sommers, déclare que ces nouvelles compositions sont "une collection puissante ... concernant la guerre, la mémoire, le désir et la mort".
Tout au long des années 1980, Pola Nireńska travaille sur une pièce majeure, In Memory of Those I Loved...Who Are No More (connue sous le nom de "Tétralogie de l'Holocauste"). L'interview de son mari Jan Karski pour le film documentaire Shoah de Claude Lanzmann et son témoignage devant le Congrès au sujet de la construction de l'Holocaust Memorial Museum ont rompu le silence que le couple s'est imposé et réveillé de souvenirs douloureux chez Pola Nireńska, qu'elle va exprimer par la danse.
La tétralogie est décrite par le critique de danse du Washington Post Alan M. Kriegsman en 1990 : "Ils représentent une tentative audacieuse d'endurer l'insupportable et de dire l'indicible dans la tradition humaniste de la danse moderne.".
La "Tétralogie de l'Holocauste" est la dernière chorégraphie de Pola Nireńska.

### Fin de vie
Après plusieurs tentatives de suicide ratées, Pola Nireńska meurt le 25 juillet 1992, à l'âge de 81 ans, après avoir sauté du balcon du 11e étage de sa maison à Bethesda,. Elle est enterrée au cimetière de Mount Olivet à Washington.

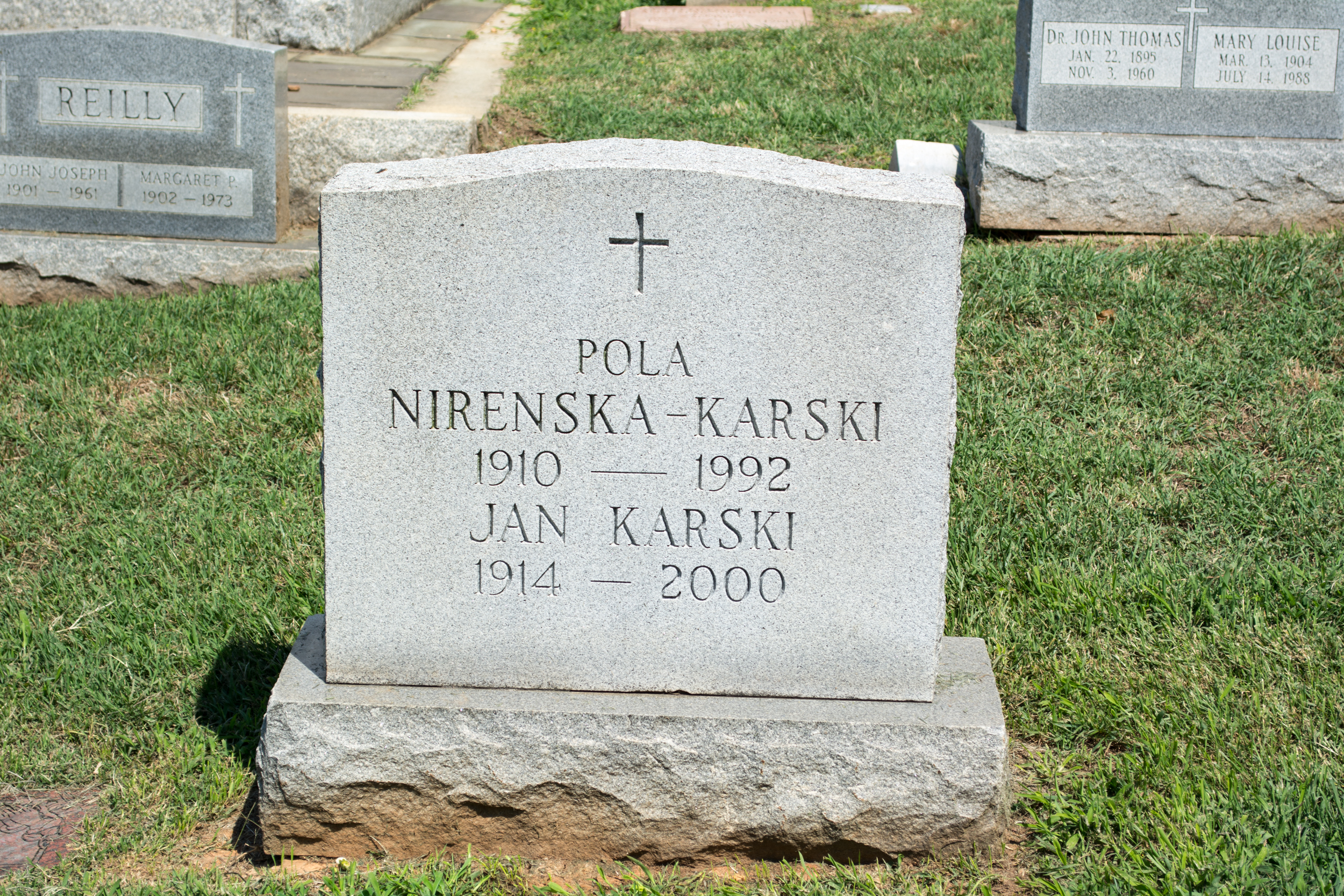
Tombe de Pola Nirenska et Jan Karski au cimetière Mt Olivet de Washington

## Style chorégraphique
Le premier style de performance de Pola Nireńska est fortement enraciné dans le style de danse expressionniste allemand de Mary Wigman. Ce style de danse souligne l'expression de l'émotion. Là où le ballet met l'accent sur la beauté, la danse expressionniste exige que la laideur soit intégrée à la danse pour que la vérité et l'émotion s'expriment. Les techniques de la danse expressionniste mettent l'accent sur le dynamisme, l'exploration de l'espace, la tension, le poids du corps et le contact avec le sol. L'expressionnisme de Pola Nireńska utilise la tension musculaire, le mouvement brutal, les cercles, les échelles de locomotive, la rotation et les vibrations. Les muscles relâchés  ne font pas partie de ses techniques expressionnistes. Dans la composition, l'expressionnisme de Pola Nireńska est très dramatique et utilise souvent des masses "sculpturales" d'interprètes dans des danses de groupe,,.
Après 1951, le travail de Pola Nireńska exprime à la fois l'expressionnisme allemand et la danse moderne basée sur l'identité américaine d'après-guerre,.
Au moment de sa mort, Pola Nireńska est considérée comme la "matriarche de la danse moderne",.

## Hommages
En 1992, peu de temps après la mort de Nireńska , Jan Karski crée le Prix Jan Karski et Pola Nireńska (pl) parrainé par l'Institut YIVO pour la recherche juive, afin de récompenser des auteurs juifs pour leurs contributions à la culture et à la science polonaises.
En 1994, Jan Karski crée également le "Prix Pola Nireńska " pour sa contribution exceptionnelle à la danse. Un deuxième prix, le "Nireńska Memorial Award for Lifetime Achievement", est créé vers 2009.